# Vol Pakistan International Airlines 8303
Le 22 mai 2020, l'Airbus A320 assurant le vol Pakistan International Airlines 8303, un vol intérieur régulier entre Lahore et Karachi, au Pakistan, s'écrase dans un quartier résidentiel proche de l'aéroport international Jinnah, tuant 97 des 99 personnes présentes à bord, ainsi qu'une autre personne au sol. Les pilotes avaient alors effectué une remise de gaz, après avoir effectué une première tentative d'atterrissage sans avoir déployé le train d'atterrissage  et émis un message de détresse. 
Pendant la remise des gaz, les deux moteurs ont commencé à perdre en puissance en raison des dommages subis lors de l'atterrissage sur le ventre. Alors qu'il tentait d'atterrir sur la piste, l'avion a rapidement perdu de la vitesse, est entré en décrochage aérodynamique et s'est écrasé contre plusieurs bâtiments situés à Model Colony (en).
Avec un bilan de 98 morts, dont une victime au sol, c'est la troisième catastrophe aérienne la plus meurtrière de l'histoire du Pakistan après celles des vols Bhoja Air 213 (127 morts) et Airblue 202 (152 morts), survenues quelques années auparavant.

## Avion et équipage

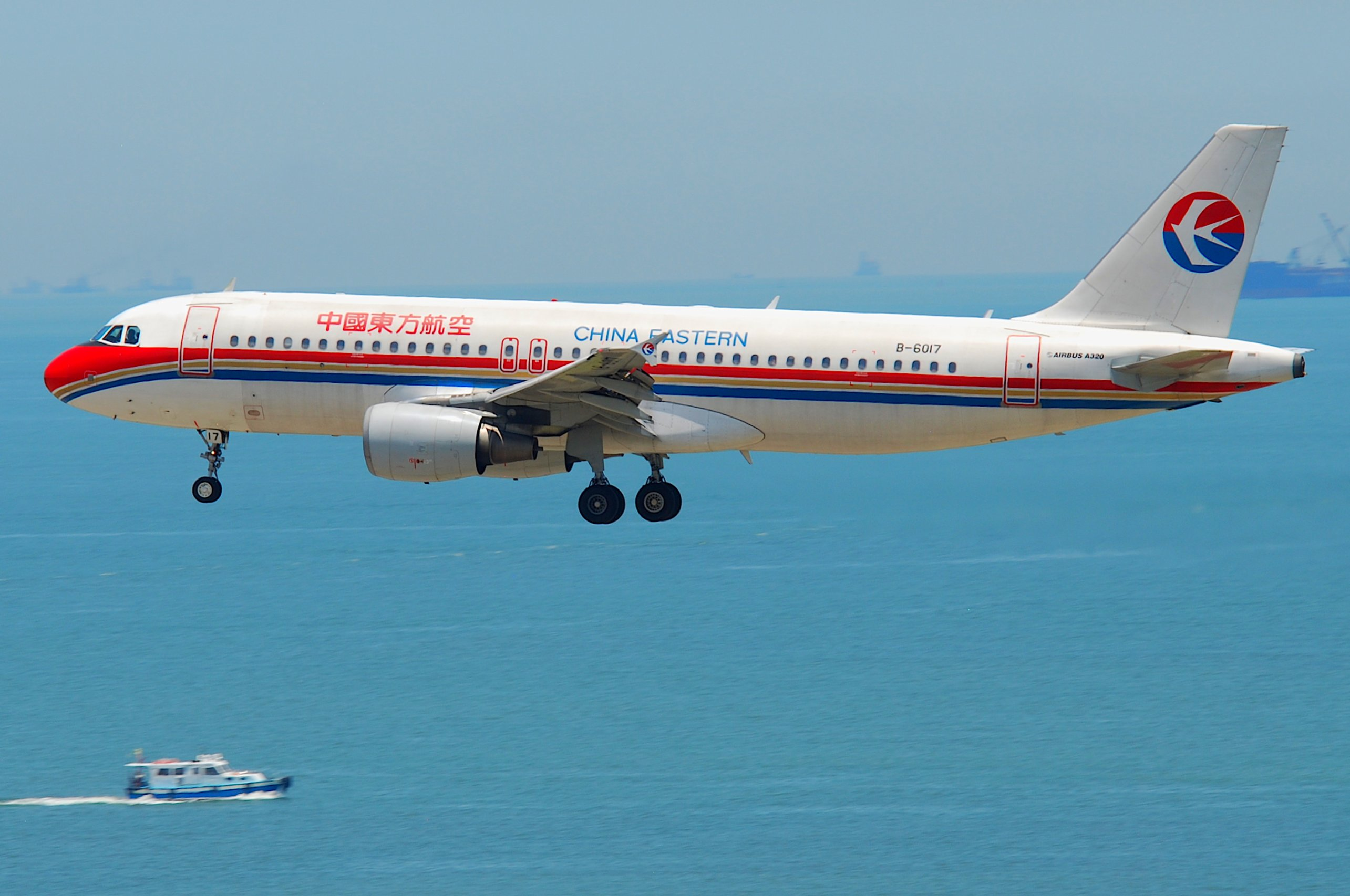
L'A320 impliqué dans l'accident, ici à l'aéroport international de Hong Kong en août 2011, alors qu'il opérait pour China Eastern Airlines.

L'appareil impliqué était un Airbus A320-214 immatriculé AP-BLD (numéro de série 2274). Livré en 2004, il avait été exploité par China Eastern Airlines jusqu'en 2014, sous l'immatriculation B-6017. Pakistan International Airlines (PIA) louait l'avion auprès de GE Capital Aviation Services depuis le 31 octobre 2014. Il avait assez de carburant pour plus de deux heures et demie de vol.
Ce biréacteur moyen-courrier était propulsé par deux moteurs CFM56-5B4/P, qui avaient été installés pour la dernière fois en février et mai 2019. Le train d'atterrissage avait été installé en octobre 2014 et devait ensuite être retiré pour un entretien majeur ou un remplacement en 2024, après 10 ans de service.
Le commandant de bord était Sajjad Gul (58 ans), qui totalisait 17 252 heures de vol à son actif, dont 7 044 heures en tant que commandant de bord et 4 783 heures sur A320. Il a rejoint PIA en mars 1996. Il a d'abord volé comme copilote sur différents types d'avions, notamment le Fokker F27, le Boeing 737, l'Airbus A310 et le Boeing 777. Il a été promu commandant de bord en 2013, d'abord sur un ATR 42, puis sur l'A320 deux ans plus tard. Le copilote était Usman Azam (33 ans), qui comptait 2 291 heures de vol, dont 2 132 heures en tant que commandant de bord et 1 504 heures sur A320. Il a rejoint la compagnie aérienne en août 2010 et il a volé en tant que copilote sur ATR 42 et sur A320. En plus des deux pilotes, il y avait six agents de bord sur ce vol.

## Accident

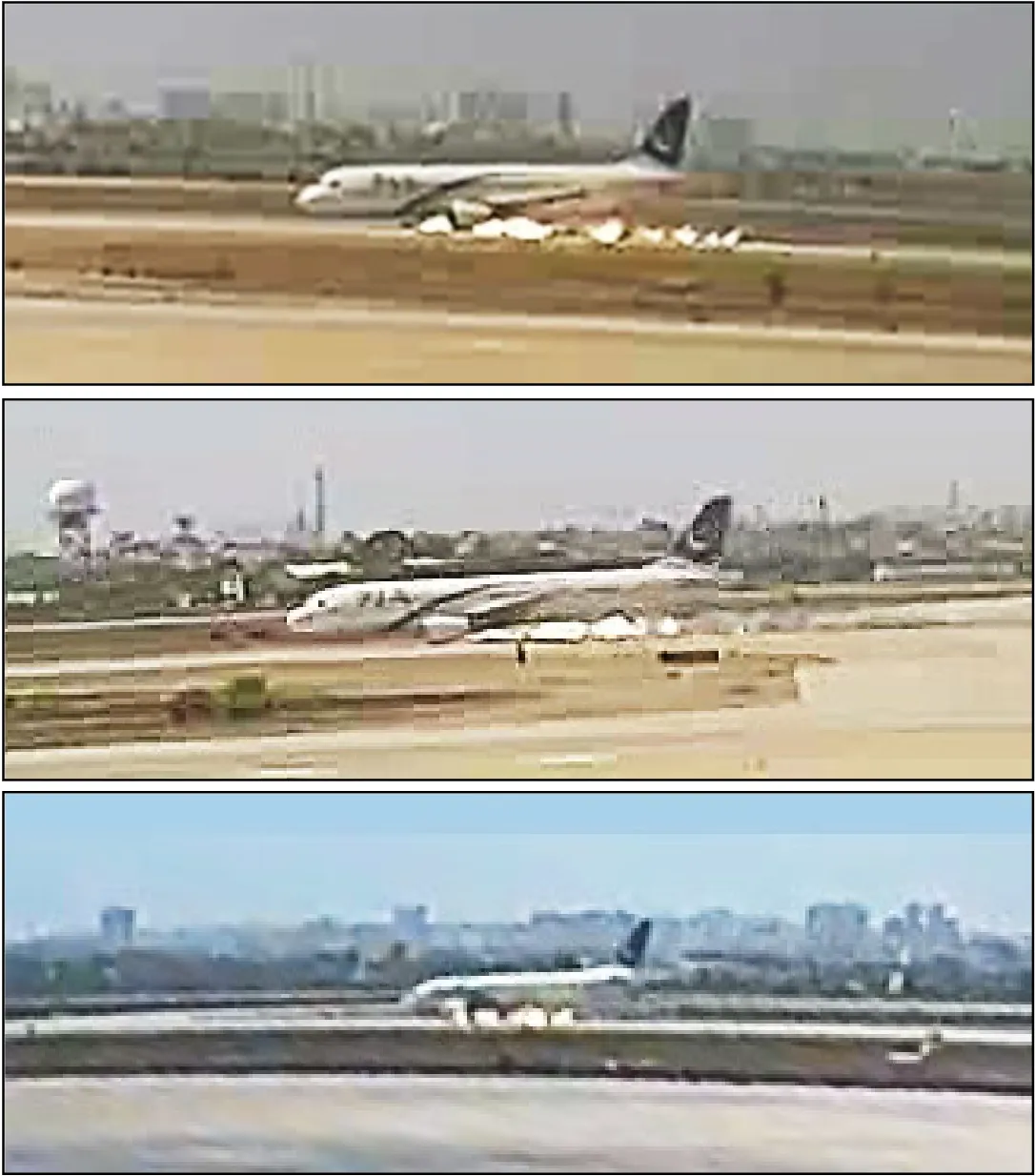
Images de vidéosurveillance montrant l'avion qui dérape le long de la piste 25L.

Le vol 8303 décolle de l'aéroport international Allama Iqbal de Lahore à 13 h 5 locales pour un vol d'une heure et demie vers l'aéroport international Jinnah de Karachi. Le vol se déroule sans problèmes jusqu'à la descente. Au cours de l'approche, le contrôleur signale à plusieurs reprises que l'avion est encore trop haut — à 10 nautiques (18,5 km) de l'aéroport, l'avion est à une altitude de 7 000 pieds (2 134 m) au lieu des 3 000 pieds (914 m) prévus dans la procédure normale — mais le pilote assure qu'il a la situation en main et qu'il est paré à l'atterrissage. Aviation Safety Network, qui présente un graphique basé sur les données relevées par Flightradar24 note, par ailleurs, que l'angle de descente semble avoir été relativement élevé en comparaison avec l'approche standard d'un A320 sur l'aéroport de Karachi.
Le pilote effectue une première tentative d'atterrissage au cours de laquelle le train, après avoir été sorti, est rentré à 5 NM (9,3 km) de la piste ainsi que les aérofreins. Les contrôleurs, contrairement à la procédure en vigueur à Karachi, n'avaient pas fait confirmer aux pilotes que le train était bien déployé, et ceux-ci n'avaient pas signalé de problème. À l'atterrissage, les nacelles des deux réacteurs touchent la piste — le droit à 1 370 m du seuil de piste et le gauche à 1 675 m —, la friction provoquant des étincelles et laissant des traces sur la piste et sous les nacelles, endommageant leurs réservoirs d'huile qui commencent alors à fuir,.
Les pilotes décident de remettre les gaz pour procéder à une nouvelle approche, mais à 2 000 pieds les moteurs tombent en panne l'un après l'autre, en raison du manque de lubrification. L'équipage vire vers l'aéroport pour tenter un atterrissage d'urgence, mais l'appareil, alors à une altitude trop basse, ne pourra pas l'atteindre. Selon un enregistrement des conversations radio, le pilote a émis un message de détresse signalant la perte des deux moteurs (« We are returning back, sir, we have lost engines ») avant que le contact ne soit perdu.

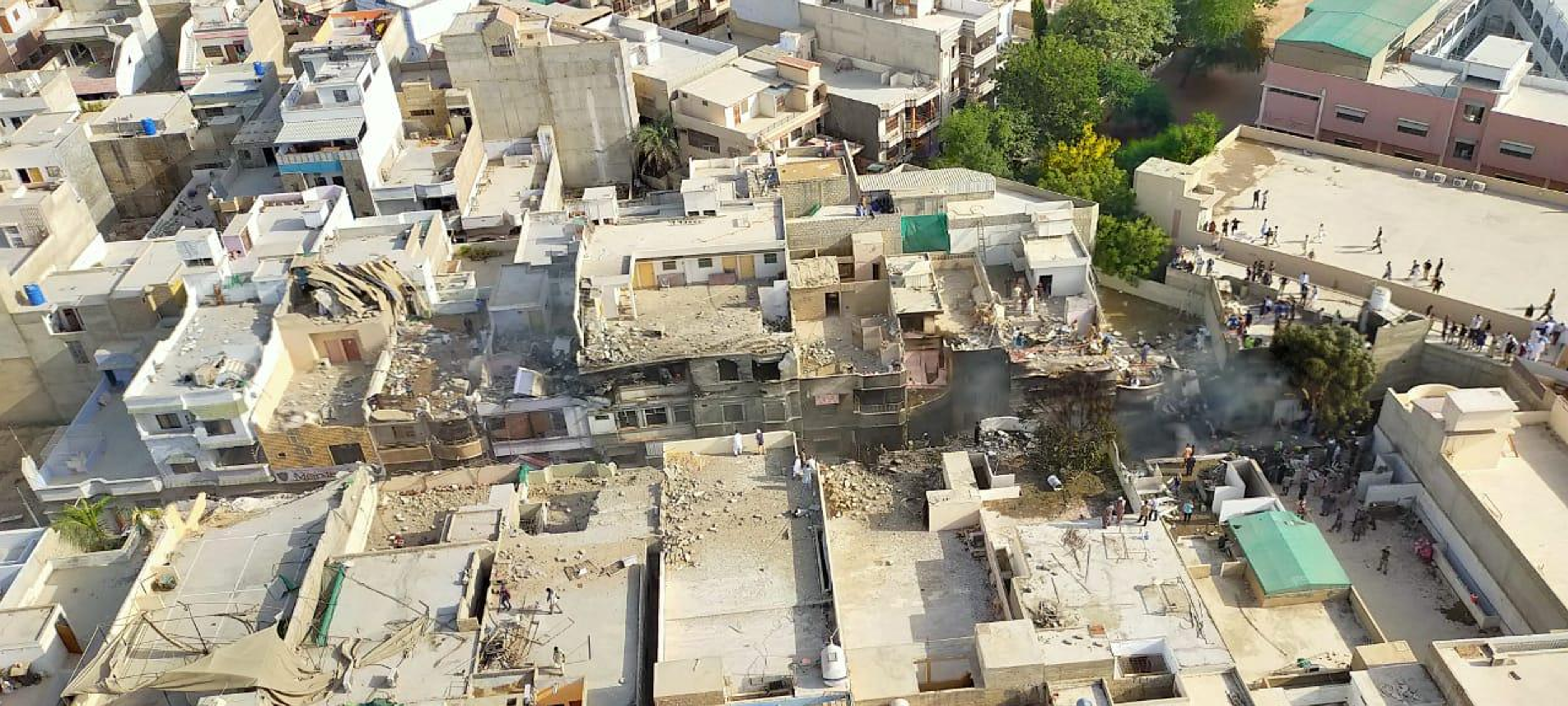
Site de l'accident du vol 8303.

L'A320 heurte avec son aile gauche le haut d'un immeuble et s'écrase, à 14 h 37 locales (9 h 37 UTC), sur le quartier densément peuplé de Model Colony (en), à Karachi, à 1 300 mètres des pistes de l'aéroport, déclenchant un incendie touchant cinq habitations, La majeure partie de l'avion est tombée dans la rue, mais certains débris de l'appareil sont restés encastrés dans les bâtiments. Un incendie s'est rapidement déclaré après l'accident et plusieurs maisons ont été endommagées ou détruites.

## Opérations de secours
Les premiers rapports suggéraient que les rues étroites et les ruelles constituant la zone ont empêché l’intervention des services de secours. Selon l'Inter-Services Public Relations (en), le service de presse de l'armée pakistanaise, les militaires ont installé un cordon sanitaire autour du site du crash.

## Victimes
Il y avait à bord 91 passagers, 51 hommes, 31 femmes et 9 enfants, tous pakistanais sauf un Américain. Seulement deux ont survécu, Zafar Masud, président de la Bank of Punjab (en), et Muhammad Zubair, ingénieur en mécanique.
| Nationalité | Passager | Équipage | Total |
| ----------- | -------- | -------- | ----- |
| Pakistan    | 90       | 8        | 98    |
| États-Unis  | 1        | 0        | 1     |
| Total       | 91       | 8        | 99    |

Parmi les passagers connus figuraient l'actrice et modèle Zara Abid et le journaliste Ansar Naqvi, directeur de la programmation de la chaîne télévisée 24 News HD (en).
L'accident a aussi fait un mort et 11 blessés parmi les habitants de la zone du crash.

## Réactions
Le ministre de la Santé a déclaré l'état d'urgence des hôpitaux de Karachi, tandis que le Premier ministre Imran Khan a ordonné que toutes les ressources disponibles soient envoyées sur le lieu du crash.
Le président Arif Alvi a exprimé ses condoléances « aux familles des défunts ».
Le Pakistan venait le 16 mai d'autoriser la reprise des vols, après une suspension due à la pandémie de Covid-19. En raison des derniers jours du Ramadan, de nombreuses personnes devaient voyager afin de célébrer l'Aïd al-Fitr avec leurs familles.
Le 25 juin 2020, 150 des 434 pilotes employés par la compagnie PIA ont été cloués au sol pour une durée indéterminée, parce qu'ils détenaient « des licences fausses ou suspectes ».
Cinq jours plus tard, le 30 juin, la compagnie aérienne s'est vu interdire de voler vers l'Union européenne pendant six mois, après avoir échoué à plusieurs tests de sécurité et pour avoir omis de mettre correctement en œuvre un système de gestion de la sécurité, comme indiqué dans une lettre envoyée à PIA par l'Agence de l'Union européenne pour la sécurité aérienne (AESA). L'AESA a également déclaré que cette décision pouvait faire l'objet d'un appel. L'AESA a également interdit à la compagnie aérienne de voler vers le Royaume-Uni ; puis le 9 juillet, PIA s'est vu interdire de voler à destination des États-Unis. 

## Enquête

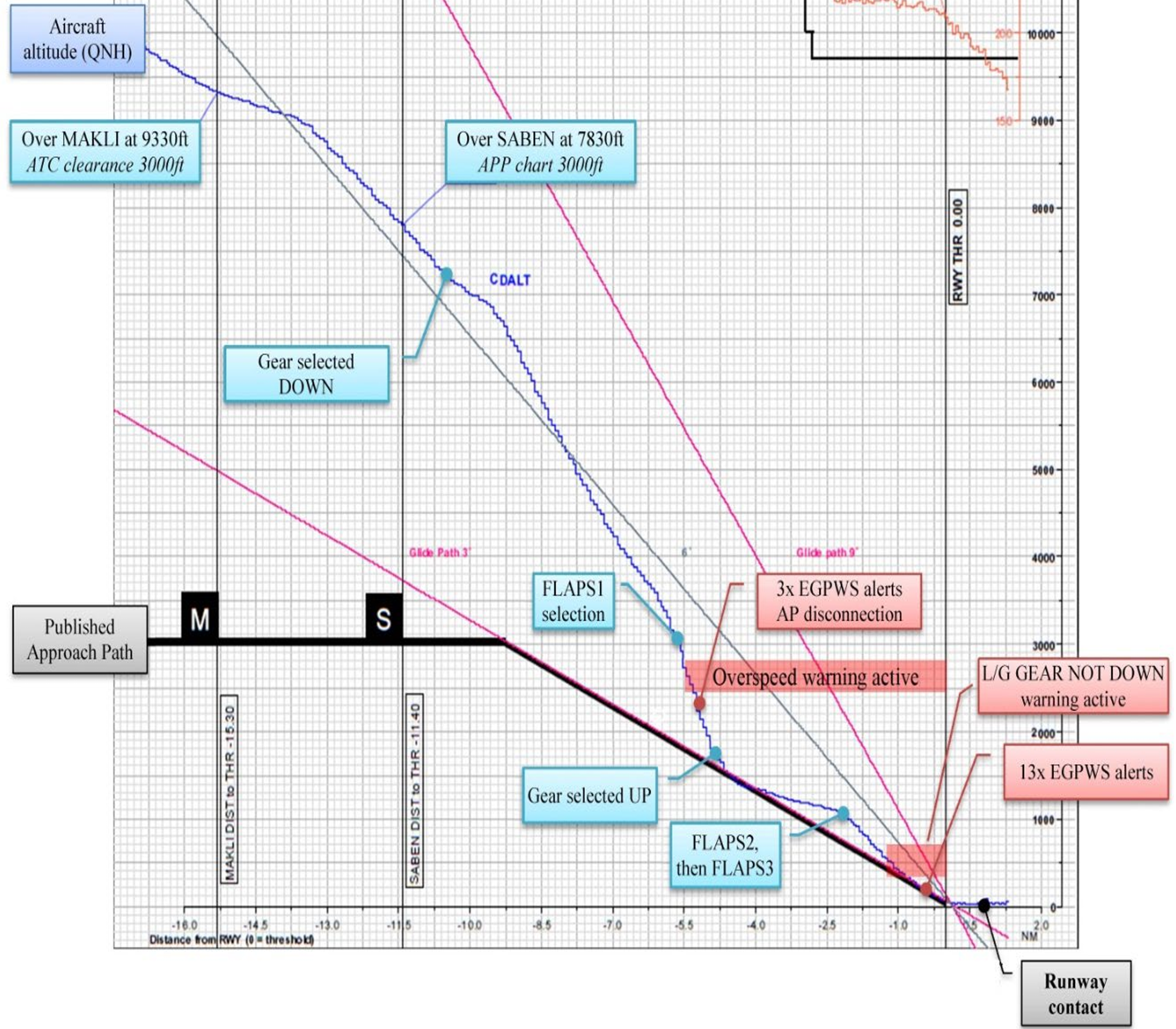
Diagramme montrant l'altitude du vol 8303 par rapport à sa distance relative au seuil de la piste d'atterrissage.

L'enquête a été menée par le Bureau d’enquête sur les accidents aériens pakistanais (en) (AAIB). Airbus, le constructeur de l'avion, a déclaré qu'il apporterait son aide à l'enquête. Par la suite, une équipe de l'avionneur, composée de 11 enquêteurs, s'est rendue sur le site de l'accident le 26 mai. Le Conseil national de la sécurité des transports (NTSB) américain a également déclaré qu'il contribuerait à l'enquête.
L'enregistreur de paramètre (FDR) et l'enregistreur phonique (CVR) de l'avion ont été récupérés et transportés par avion en France.
D'après les premiers éléments disponibles, les moteurs ont raclé la piste à trois reprises lors de la première tentative d'atterrissage, provoquant des frictions et des étincelles. Le contact avec la piste pourrait avoir causé des dommages importants à des composants essentiels des moteurs situés sous la face inférieure, conduisant ainsi à une panne.
Dans un premier rapport, publié le 22 juin 2020, il est estimé que les actions du contrôleur aérien en service et de l'équipage auraient contribué à l'accident. Dans ce rapport, le commandant est décrit comme étant « trop confiant » lors de la dernière phase du vol. 
Un rapport préliminaire de quatorze pages sur l'accident a été publié le 24 juin. Des extraits de l'enregistreur phonique, capté dans le poste de pilotage, suggèrent que les pilotes étaient préoccupés par une conversation non essentielle liée à la pandémie de Covid-19, ce qui l'a conduit à ne jamais effectuer de briefing d'approche. L'AAIB a également déterminé que leurs conversations ont également entraîné l'absence de verbalisation des modifications apportées à l'annonciateur de mode de vol (en) (FMA) et la perte temporaire du contact radio avec le contrôle aérien.
L'A320 se trouvait à une altitude de 9 800 pieds (3 000 m) au point de report MAKLI, alors qu'il devait se trouver à 3 000 pieds (910 m). Les pilotes ont désengagé le pilote automatique et sont passés en mode « Open Descent ». Dans le but de capturer la trajectoire de descente ILS, l'avion a momentanément atteint un taux de descente de plus de 7 000 pieds par minute (2 100 m/min). Le train d'atterrissage a été sorti à une hauteur de 7 200 pieds (2 200 m), lorsque l'appareil se trouvait à 19 km de la piste, mais a été inexplicablement rétracté au moment où il est arrivé à 9 km. L'atterrissage a alors été tenté sans que le train d'atterrissage soit sorti.

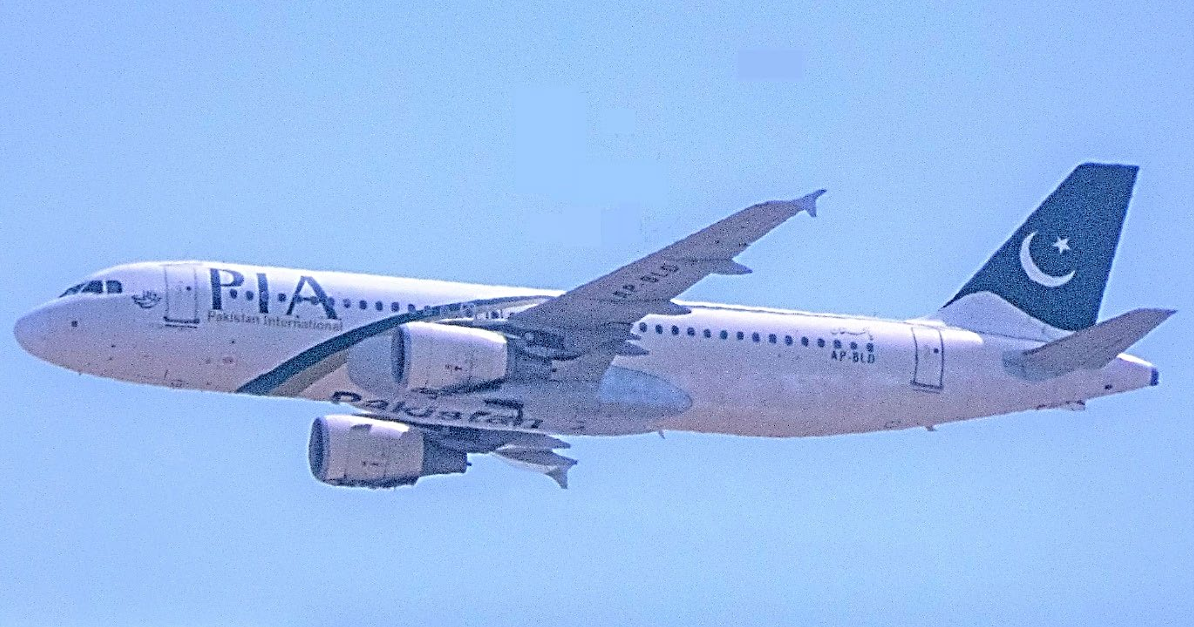
L'A320 en vol, photographié quelques minutes avant le crash, avec des dommages importants aux moteurs et l'éolienne de secours déployée.

Avant la première tentative d'atterrissage, selon les données du CVR et du FDR, plusieurs alertes, notamment l'alarme de survitesse et de configuration du train d'atterrissage, ainsi que l'avertisseur de proximité du sol (GPWS), ont toutes été émises, mais ont été manquées ou ignorées par l'équipage. L'une des caméras de vidéosurveillance de l'aéroport a enregistré la première tentative d'atterrissage de l'avion et des captures d'écran de l'enregistrement vidéo ont été utilisées dans le rapport préliminaire. L'enregistrement montre l'avion atterrissant sur la piste sur ses moteurs, avec des étincelles résultant du frottement à grande vitesse avec le tarmac.
Après avoir raclé le long de la piste, l'équipage a effectué une remise de gaz. Une autre caméra de vidéosurveillance, qui a enregistré les derniers instants du vol, a montré que le train d'atterrissage de l'avion avait été sorti entre la première tentative d'atterrissage et le crash de l'avion.
Comme l'accident s'est produit pendant le mois sacré islamique du Ramadan, l'AAIB a mené des tests et des recherches pour découvrir si le jeûne pouvait avoir altéré les performances de l'équipage. Il a été conclu que les performances de vol et le jugement des pilotes était probablement altéré par les effets du jeûne, sans toutefois en déterminer pleinement les conséquences. De plus, les manuels de PIA n'indiquaient pas clairement la réglementation relative au jeûne au sein de la compagnie aérienne.
Le 25 février 2024, l'AAIB a publié son rapport final, daté du 20 avril 2023 et attribuant l'accident du vol 8303 au fait que l'équipage a enfreint les procédures d'exploitation standard pour la phase d'atterrissage, a également ignoré les instructions du contrôle aérien et n'a pas communiqué de manière adéquate avec la tour de contrôle une fois l'avion sur la piste.
L'AAIB a émis cinq recommandations à la PIA et sept à l'Autorité de l'aviation civile du Pakistan (en) (PCAA). Parmi celles-ci figuraient des recommandations visant à mettre en œuvre efficacement les programmes de surveillance des données de vol (en) (FOQA) concernant le système de gestion de la sécurité de la PIA, à revoir les programmes CRM, à garantir la conformité des procédures opérationnelles standard (SOP) et à élaborer une réglementation et une surveillance plus précises du jeûne.

## Conséquences
Le 24 juin 2020, le ministre pakistanais de l'aviation, Ghulam Sarwar Khan (en), a révélé au Parlement du Pakistan que 262 des 860 pilotes travaillants dans le pays n'avaient pas de licences authentiques et ont allégué qu'ils avaient payé quelqu'un d'autre pour passer leur examen à leur place. Le lendemain, le porte-parole de PIA, Abdullah Khan, a annoncé que la compagnie aérienne avait immobilisé 150 de ses 434 pilotes sur la base de licences « falsifiées ». 
Le 30 juin, la compagnie aérienne s'est vu interdire de voler dans l'Union européenne pendant six mois pour avoir échoué à plusieurs tests de sécurité et pour ne pas avoir correctement mis en œuvre un système de gestion de la sécurité, comme indiqué dans une lettre envoyée à PIA par l'Agence de l'Union européenne pour la sécurité aérienne (AESA). Cette dernière a également déclaré que cette décision pouvait faire l'objet d'un appel. L'AESA a également interdit à la compagnie aérienne de voler vers le Royaume-Uni. 
Le 9 juillet, PIA s'est vu interdire de voler vers les États-Unis. Le 27 décembre, l'AESA a prolongé l'interdiction de trois mois supplémentaires, invoquant l'absence d'audit de sécurité. En avril 2021, l'interdiction a été prolongée indéfiniment et l'AESA a déclaré qu'elle resterait en vigueur jusqu'à ce qu'un audit de sécurité approprié sur la compagnie aérienne ait été effectué. Le 29 novembre 2024, l'AESA a levé l'interdiction de l'UE, confirmant que PIA avait réussi son audit de sécurité et que la PCAA avait établi une surveillance suffisante sur PIA.